# Король Семен
Семен Король (15 лютого 1892, с. Чернів, Івано-Франківська область — липень 1920, Тернопіль) — український розвідник Армії УНР, хорунжий Українських січових стрільців.

## Життєпис
Народився 15 лютого 1892 р. в с. Чернева Рогатинського повіту (тепер с. Чернів Букачівської громади Івано-Франківської області).  Був випускником рогатинської гімназії.

### Перша світова війна
Із початком Першої світової війни вступив до лав Українських січових стрільців (УСС).
27 січня 1915 р. «за очайдушну відвагу», як командир однієї із розвідувально-диверсійних стеж УСС в Карпатах був відзначений «Золотою медаллю хоробрості» — найвищою тогочасною відзнакою в Австро-угорській армії.
У жовтні 1916 року отримав старшинський ступінь хорунжого. З березня 1917 року комендант чети в 2-й сотні УСС.

### Місія до Києва
У 1917 перебував у Києві. Приєднався до студентів галичан, які стали до збройного захисту УНР від російських окупантів. Очолив організаційний комітет Студентського куреня Січових стрільців. 
Брав участь у бою під Крутами 1918 року.

### Вшанування Героїв Крут
Після повернення української влади до Києва у березні 1918 року саме Семен Король організував тих, хто залишились живим під Крутами, для пошуку тіл загиблих побратимів. «Організаційний комітет, на чолі якого стояв студент С. Король, — згадував Левко Лукасевич, — післав кількох нас, що були в Києві, з завданням розшукати місце, де поховані забиті в бою та розстріляні полонені вояки Студентського куреня Січових Стрільців».
Саме зусилля Семена Короля дозволили перепоховати тіла Героїв Крут у Києві на Аскольдовій могилі.

### Польський фронт
Згодом опинився на польсько-українському фронті. Взимку 1918—1919 років «перебув всю воєнну кампанію під Львовом». 

### Загибель
Під час наступу будьонівців на Польщу в липні 1920 року ув'язнений більшовиками у Тернополі, як симпатик «боротьбистів», тобто, лівих українських есерів. Формальною причиною ув'язнення було підписання ним скарги проти зловживань урядовців Галицької СРР. І там таки розстріляний. Арешт та страта відбулись за особистим дорученням комуністичного діяча Володимира Затонського, який на час бою під Крутами очолював «міністерство освіти» фейково-більшовицької «УНР».
Місце поховання невідоме.